# Caserne Hervo
La caserne Hervo est  une ancienne chapelle datant du XVIe siècle transformée en caserne et située à Concarneau en Bretagne (France).

## Histoire
La caserne est construite sur une chapelle datant du XVIe siècle. Cette dernière dénommée Notre-Dame-du-Portail (ou Notre-Dame-de-Conq) est l'un trois lieux de culte situés intramuros de la Ville close de Concarneau. Elle sert de chapelle au château de la cité puis aux délibérations de la communauté. Au XVIIe siècle, la confrérie du Rosaire s’établit dans l’édifice qui est rebaptisé au XVIIIe siècle Notre-Dame-du-Rosaire. La chapelle est transformée en dépôt d’artillerie lors de la Révolution française et prend le nom de caserne Hervo. Il ne reste que le porche de cet ancien édifice. 
Après l’effondrement du clocher, une tour est construite en remplacement afin d'accueillir le premier phare de Concarneau en 1828. Le site abrite ensuite la coopérative des marins-pêcheurs avant d'accueillir le musée de la pêche de Concarneau en 1961. Située à l'entrée de la cité fortifiée, la chapelle initiale Notre-Dame-du-Portail tire son nom de cette situation.

## Monument historique
La caserne Hervo est inscrite au titre des monuments historiques par un arrêté le 8 juin 1926.